# Ajuga shikotanensis
Ajuga shikotanensis là một loài thực vật có hoa trong họ Hoa môi. Loài này được Miyabe & Tatew. mô tả khoa học đầu tiên năm 1935.